# Ann-Marie Williams
Pour les articles homonymes, voir Williams.
Ann-Marie Williams est conseillère en politique publique et ancienne journaliste bélizienne. Après avoir passé plus de deux décennies en tant que reporter, elle devient la première directrice exécutive de la Commission nationale des femmes du Belize. Elle joue le rôle de conseillère gouvernementale auprès du corps législatif et de l'exécutif sur les questions concernant les femmes. En 2011, elle reçoit le prix « Women in Public Service » décerné par le secrétaire d'État américain.

## Biographie
Ann-Marie Williams est née à Belize City, au Belize, première fille d'une famille de six frères et sœurs. Elle est élevée par une mère célibataire, qui travaille comme enseignante et bibliothécaire. À l'âge de dix-sept ans, elle commence à travailler comme speakerine à Radio Belize (en), à l'époque la seule station de radio du pays. Après avoir suivi un cours de journalisme à l'Institut caribéen des médias et de la communication de l'université des Indes occidentales, elle poursuit ses études et obtient une licence à l'université du Belize (en).
En 1988, elle remporte le prix Edison Coleman pour un programme qu'elle a produit pour la radio et est l'une des premières journalistes à lire les nouvelles pour Radio Belize. En 1995, elle commence à présenter les bulletins d'information à Krem Radio (en), rédigeant et lisant les nouvelles pendant un an. Elle est ensuite présentatrice de nouvelles pour Channel 3 et plus tard pour la chaîne de télévision Channel 5 (en). En 2000, désireuse de poursuivre ses études, Ann-Marie Williams s'inscrit à l'université du Sussex, en Angleterre, où elle obtient un master en genre et développement. Après avoir obtenu son diplôme, elle retourne au Belize et à Channel 5. Son enquête la plus mémorable en tant que journaliste est peut-être celle sur la révélation de la vente de passeports béliziens en 2002, pour laquelle elle et Channel 5 reçoivent un prix de la Caribbean Broadcasting Union (en) pour leur journalisme d'investigation. En 2003, elle devient rédactrice au journal The Reporter (en).
En 2008, Williams quitte le journalisme lorsqu'elle est nommée par le gouvernement au poste de première directrice exécutive du conseil consultatif des politiques publiques sur le genre, la Commission nationale des femmes (National Women's Commission). À ce titre, elle gère les politiques publiques relatives aux questions féminines et conseille le gouvernement sur les politiques visant à accroître l'égalité d'accès des femmes. Dans le cadre d'un programme qu'elle met en œuvre, le Women in Politics Project, les femmes sont formées au processus politique et aux conditions requises pour être fonctionnaire. En 2011, parmi 200 candidates internationales, elle reçoit le prix Women in Public Service du secrétaire d'État américain.
Ann-Marie Williams et la Commission nationale des femmes sont critiqués en 2013 par divers dirigeants religieux, après avoir élaboré une politique de genre révisée pour le pays. Les dirigeants religieux se sont alarmés de l'inclusion apparente de la communauté LGBT du Belize. La position de Williams est que la nouvelle politique inclut une terminologie pour rendre le document conforme à la Constitution du Belize, qui interdit la discrimination,. À l'époque, une contestation judiciaire de la loi anti-sodomie du Belize est en cours avec plusieurs organismes religieux en tant qu'opposants à la légalisation. Malgré la controverse, le cabinet approuve la politique par consensus. Williams est nommée « pionnière » dans le programme lancé par Kim Simplis Barrow (en), envoyée spéciale pour les femmes et les enfants en 2014. En 2015, elle reçoit une bourse Hubert Humphrey et suit des études supérieures à l'American University Washington College of Law (en) sur la traite des êtres humains. Williams lance une initiative pour la Commission nationale des femmes en 2017 afin de réduire la violence fondée sur le genre.